# 잉글리시 풋볼 리그
잉글리시 풋볼 리그(The English Football League, 두문자어: EFL)는 잉글랜드와 웨일스에 위치한 프로축구 클럽이 참가하는 축구 리그이다. 1888년에 설립된 풋볼 리그는 풋볼리그 1부, 풋볼리그 2부, 풋볼리그 3부, 풋볼리그 4부 이렇게 네 개의 디비전으로 구성되었으며 19세기에 설립되었을 때부터 1992년에 프리미어리그가 출범하기 전까지 풋볼 리그 1부는 잉글랜드의 최상위 축구 리그였다. 1992년부터 풋볼 리그는 72개 팀이 세 개의 디비전으로 각각 24개 팀으로 나뉘어 현재 EFL 챔피언십, EFL 리그 1, EFL 리그 2라는 이름으로 대회를 진행하고 있다. 이 세 디비전간의 승강제는 풋볼리그의 가장 중요한 관심사이며, 챔피언십의 상위권 팀들과 프리미어리그의 하위권 팀간에 승강이 이루어지고, 리그 2의 하위권 팀들과 내셔널리그의 상위권 팀간에 승강이 이루어진다. 이와 같은 승강제는 모두 잉글랜드 축구 리그 시스템에 의해 이루어지게 된다. 비록 잉글랜드 축구 리그이긴 하지만 웨일스 팀도 세 팀이 참여하고 있다.
잉글리시 풋볼 리그는 리그 대회를 운영하는 관리기관이기도 하며, EFL컵과 EFL 트로피를 조직하고 관리하는 기관을 의미하기도 한다.
후원사의 명칭 때문에 리그의 대회 명칭은 스카이벳 EFL(Sky Bet EFL), EFL컵은 카라바오 컵(Carabao Cup), EFL 트로피는 브리스틀 스트리트 모터스 트로피 (Bristol Street Motors Trophy)로 불리기도 한다.

## 개요
잉글리시 풋볼 리그는 잉글랜드와 웨일스에 위치한 72개의 프로축구 클럽으로 구성되어 있으며, 세계에서 가장 오래된 축구 대회이기도 하다. 또한 풋볼 리그는 두 개의 녹아웃 컵 대회를 운영하고 있다. 1888년에 윌리엄 맥그리거에 의해 12개 팀이 참가하는 대회로 만들어졌다. 꾸준한 성장과 디비전의 추가로 인해 1950년에는 참가팀이 92개 클럽에 이르렀다. 1992년에 재정적인 이유로 리그의 재편성이 이루어지면서 풋볼 리그를 이끌던 주요 팀들이 수입의 극대화를 위해 프리미어리그를 새롭게 설립하게 되었다. 그리하여 풋볼 리그는 더 이상 최상위 20개 팀이 참여하는 리그는 아니었지만, 풋볼 리그와 프리미어리그 간의 승강제는 여전히 실시되고 있었다. 2007년까지의 프리미어리그를 포함하여 풋볼 리그에는 총 130개 팀이 참가하였었다.

## 대회

### 리그
잉글리시 풋볼 리그의 72개 팀은 EFL 챔피언십, EFL 리그 1, EFL 리그 2의 세 디비전으로 나뉜다. 각 디비전은 24개 팀으로 구성되어 있고, 각 클럽팀은 같은 디비전에 속한 팀과 홈과 원정에서 각각 한번씩 경기를 하게 된다. 그리하여 한 시즌에 총 46라운드의 경기를 치르게 된다.
시즌의 마지막에 각 디비전의 상위팀들은 한 단계 높은 디비전으로 승격하여 다음 시즌을 준비하고, 하위팀들은 한 단계 낮은 디비전으로 강등을 하게 된다. 상위권에서는 챔피언십의 상위 세팀과 프리미어리그의 하위 세팀은 승격과 강등을 통해 자리를 바꾸게 된다. 그리고 하위권에서는 리그 2의 하위 두 팀은 내셔널리그의 최상위 디비전인 내셔널리그의 상위 두 팀과 승강제를 통해 위치를 바꾸게 된다.
| 디비전       | 승격       | 승격                   | 강등       |
| 디비전       | 바로 승격  | 플레이오프를 통한 승격 | 강등       |
| ------------ | ---------- | ---------------------- | ---------- |
| EFL 챔피언십 | 상위 두 팀 | 3~6위 중 한 팀         | 하위 세 팀 |
| EFL 리그 1   | 상위 두 팀 | 3~6위 중 한 팀         | 하위 네 팀 |
| EFL 리그 2   | 상위 세 팀 | 4~7위 중 한 팀         | 하위 두 팀 |

승격 및 강등은 최종 리그 순위에 따라 위와 같이 결정된다. 각 리그 마다 한 장의 승격팀을 가리기 위해 네 팀이 플레이오프를 치른다. 따라서, EFL 챔피언십, EFL 리그 원의 6위 팀이나 EFL 리그 투의 7위 팀일지라도 상위팀들을 제치고 승격의 기회를 잡을 수 있는 가능성이 있다.
EFL에 참가하고 있는 스완지 카디프, 렉섬, 뉴포트는 웨일스의 프로축구 클럽이다. 이들 팀은 웨일스의 컴리 프리미어리그와 웰시컵에 참가할 수 없다. 잉글랜드 클럽 중에서는 유일하게 베릭 원더러스만이 스코틀랜드 리그에서 활동하고 있다.
EFL 클럽의 2군팀들 가운데 북부와 중부팀은 보통 센트럴 리그에서, 남부팀은 풋볼 컴비네이션에서 경기에 참여하고 있다.

### 컵대회
잉글리시 풋볼 리그는 현재 EFL컵(현재는 카라바오 컵으로 불림)과 EFL 트로피(현재는 체커트레이드 트로피로 불림)라는 두 개의 녹아웃 컵대회를 운영하고 있다. 리그컵은 1960년에 만들어져 풋볼리그와 프리미어리그에 소속된 팀이 참가하는 컵대회로, 우승 팀은 UEFA 유로파리그 진출권을 얻게 된다. EFL 트로피는 풋볼 리그 설립 100주년을 기념하기 위해 웸블리에서 16개 팀이 참가한 1988년의 100주년 토너먼트가 대회의 시작이다. EFL 트로피는 EFL 리그 원과 EFL 리그 투에서 플레이하는 팀이 참가하는 컵대회이다.

## 역사
4년간의 토론 끝에 잉글랜드 축구 협회는 결국 1885년 7월 20일에 프로화를 공인하였다. 이 날 이전에는 많은 클럽들이 "프로" 선수들에게 경쟁력을 끌어올리기 위해 비합법적으로 급료를 지불했었다. 점점 더 많은 클럽들이 프로화를 하여 FA컵, 국내 대회, 친선 경기 등의 특별 경기를 치르며 고정 수입의 확보를 위해 노력하게 되었다.
애스턴 빌라의 관리자였던 스코틀랜드인 윌리엄 맥그리거는 클럽팀들이 자기만의 대회 일정을 준비하는 혼란스런 축구계에 최초로 순서를 정한 사람이다. 1888년 3월 2일, 그는 블랙번 로버스, 볼턴 원더러스, 프레스턴 노스 엔드, 웨스트브로미치 앨비언에게 축구 리그의 구성을 제안하였다.
첫 번째 회의는 FA컵 결승전 전날인 1888년 3월 23일에 런던의 앤더슨 호텔에서 개최되었다. 이 회의에서 풋볼 리그라는 명칭을 확정하였고 다음 회의는 4월 17일에 맨체스터의 로열 호텔에서 하기로 결정하였다. 이로부터 몇달 후, 풋볼 리그의 첫 시즌이 12개 참가팀과 함께 9월 8일에 시작되었다.
각 클럽팀들은 한 팀당 홈과 원정에서 각각 한번씩 총 22라운드의 경기를 하게 되었고, 승리시에 승점 2점, 무승부엔 승점 1점이 주어졌다. 이 승점 시스템은 시즌이 시작한 뒤에도 의견일치를 보지 못하였는데, 그 대안은 승리시에만 승점 1점을 주는 것이었다. 프레스턴 노스 엔드가 리그 무패로 최초의 리그 우승 팀이 되었는데, FA컵에서도 승리하게 되면서 최초의 더블을 기록한 팀이 되었다.
최초의 풋볼 리그 클럽들은 모두 적어도 한번은 설립 후에 강등을 당했는데, 이는 스페인, 스코틀랜드, 아일랜드와 같은 여타 유럽 리그들과는 다른 점이었다.
최초의 풋볼 리그 클럽 (1888-89)
| - 애크링턴 - 애스턴 빌라 - 블랙번 로버스 - 볼턴 원더러스 - 번리 - 더비 카운티 | - 에버턴 - 노츠 카운티 - 프레스턴 노스 엔드 - 스토크 시티 - 웨스트브로미치 앨비언 - 울버햄프턴 원더러스 |

리그의 초창기에는 클럽팀의 추가적인 참여가 있었고, 1892년에는 라이벌 리그인 풋볼 얼라이언스를 흡수하면서 2부 리그가 생겨났다. 리그의 하위권 팀들은 매 시즌이 끝난 뒤마다 재선출을 위한 지원을 해야 했다. 자동적인 승강시스템은 풋볼 리그의 두 디비전의 참가팀이 18개 팀이 되던 1898년에 도입되었다. 이전에는 테스트 매치라는 방식을 통해서 결정하였는데, 그 방식은 1부 리그의 하위 두팀과 2부 리그의 상위 두팀이 경기를 벌여 상위권 두팀이 다음 시즌 1부 리그에 남는 방식이다. 이 테스트 매치 방식은 스토크와 번리가 다음 시즌에 1부 리그에 남기 위해 마지막 경기를 서로 결탁하는 불명예스러운 일이 발생하였기 때문에 사라지게 되었다.
애스턴 빌라와 선덜랜드가 초기 몇 년간을 주도해나갔지만, 몇 년 후에는 다른 북부 클럽팀이 우승을 차지하였고, 뉴캐슬 유나이티드와 맨체스터 유나이티드와 같은 클럽들이 리그에 들어오게 되면서 성공을 거두었다. 리버풀은 18번 리그우승 기록의 첫 우승을 1901년에 기록하였다. 이는 20세기 초에 아스널, 첼시, 토트넘 홋스퍼와 같은 남부 클럽들이 리그에 들어오기 이전의 기록이다. 남부팀의 우승은 1931년에 아스널이 최초로 우승을 거두었을 때까지 기다려야 했다.
리그는 제1차 세계 대전으로 인하여 네 시즌 동안 중지되었다가 1919년에 각 디비전은 22개 팀으로 확대하면서 재개되었다. 다음 해인 1920년에 서던 풋볼 리그의 상위권 팀들이 새롭게 생기는 3부 리그에 참가였는데, 3부 리그는 1921년에 풋볼 리그 3부 남부 디비전으로 명칭을 바꾸고, 동시에 풋볼 리그 3부 북부 디비전을 새로이 조직하였다. 3부 리그의 우승 팀 두팀과 2부 리그의 하위 두팀 간에 승강이 이루어지고 2부 리그의 강등팀은 자신의 지역에 맞는 디비전으로 들어가게 된다. 이때 발생하는 어려움이 있는데, 미들랜드 지방(중부)에 위치한 맨스필드 타운나 월솔같은 경우에는 때때로 3부 리그의 디비전을 옮겨서 시즌을 진행하기도 하였다.
전후의 이러한 성장에 따라, 리그는 몇몇 참가팀의 변화와 함께 상대적으로 안정적인 기간을 연장할 수 있었다. 1925년에 새로운 오프사이드 규칙이 개정되었는데, 상대편 선수와 골키퍼 사이의 수비수의 숫자를 셋에서 둘로 줄이는 규칙의 변화로 인해 득점 수가 크게 증가하였다. 등번호는 1939년에 도입되었고, 1951년에는 흰공이 도입되었다. 최초의 조명을 사용한 경기는 포츠머스와 뉴캐슬 유나이티드의 1956년에 열린 경기인데, 주중 저녁 경기의 가능성을 시험해본 경기였다.
리그는 제2차 세계 대전으로 인하여 다시 한번 중지되었는데, 이때부터 일곱 시즌 동안 중지되었었다. 3부 리그는 1950년에 24개 팀으로 확대되어 풋볼 리그의 총 클럽팀의 수가 92개 팀으로 늘어나게 되었다. 그리고 1958년에는 지역으로 분할되어 있는 3부 리그를 통합하여 풋볼 리그 3부와 풋볼 리그 4부를 새롭게 조직하였다. 1958-59 시즌이 끝나고 나서 3부 리그 각 디비전의 1위~12위 팀은 풋볼 리그 3부에 잔류하게 되고, 13위부터 24위까지의 팀들은 새롭게 만들어지는 풋볼 리그 4부에 참가하게 되었다. 3부 리그와 4부 리그 간에는 네 팀이 승격 및 강등이 이루어졌고, 2부 리그와 3부 리그는 1974년까지는 두 팀이 승격 및 강등을 하였지만, 그 이후에는 세 팀으로 늘어났다.
새로운 컵 대회가 생겨나 리그 멤버들이 참가하게 되었는데, 그것이 바로 풋볼 리그 컵이다. 1960-61 시즌에 처음으로 시작되었는데 클럽들에게는 새로운 수입의 원천을 제공하였다. 애스턴 빌라가 최초의 리그컵 우승 팀이 되었고, 리그컵은 점차 안정되어 갔다.
1965년에는 부상당한 선수를 위한 교체가 허용되었다. 그리고 다음 시즌부터는 부상뿐만 아니라 어떠한 이유라도 교체가 가능하게 되었다.
1976-77 시즌을 시작하면서, 클럽팀의 최종 순위가 골평균(득점수를 실점수로 나눈 것)보다 골득실(득점수에서 실점수를 뺀 것)에 따라 결정되게 되었다. 이는 지나치게 수비적인 플레이를 막기 위한 것이었다. 만약 두 팀이 승점과 골득실이 같다면 더 많은 골을 기록한 팀이 우선순위가 되는 것이다. 1988-89 시즌에 리그 우승 팀을 가리기 위한 상황에서 위와같은 내용이 적용되었다. 리그 마지막 경기에서 3점 차로 뒤지고 있던 아스널이 리버풀을 2-0으로 잡고 승리하여 승점과 골득실이 모두 같게 되자 동점자규칙에 따라 다득점에서 8골 더 많은 아스널이 리그 우승을 차지하였다.
1981년에는 또다른 중요한 변화가 일어났는데, 승리시에 2점의 승점을 적용하던 것에서 공격축구를 늘리기 위한 노력의 일환으로 승리시에 승점 3점을 적용하기로 한 것이다. (이 승점 규칙은 1994년 월드컵때까지 FIFA에 의해 적용되지는 않았다.) 같은 맥락으로 승격팀을 결정하기 위한 플레이오프가 1987년에 도입되었는데, 더 많은 클럽에게 승격의 자격을 주기 위해서였다. 그리고 같은 해에 1부 리그의 팀 수가 22개에서 20개로 줄어들었다. 더불어 4부 리그와 풋볼 콘퍼런스간에 승강제가 도입되어 1986-87 시즌 종료후에 한 팀이 강등되었다. 1991-92 시즌에는 1부 리그의 팀 수가 22개로 다시 늘어났으며, 1992-93 시즌부터 1부 리그가 프리미어리그로 새롭게 설립되었다. 그 후 프리미어리그는 다시 한번 팀 수의 조정이 있었는데, 1995-96 시즌에 프리미어리그는 다시 20개 팀으로 줄어들었다.
잉글랜드 축구에서 자금의 영향이 점차 커짐에 따라 그 증거로 1979년 2월에 트레버 프랜시스가 버밍엄 시티에서 노팅엄 포리스트로 이적할 때 최초의 100만 파운드 이적이 기록되었다. 최초의 200만 파운드 선수는 토니 코티(1988년 7월, 웨스트 햄 유나이티드에서 에버턴로 이적)였다. 프리미어리그가 생기기 전의 최대 이적료는 1991년 시즌 마지막에 더비 카운티에서 리버풀로 이적한 딘 선더스가 기록한 290만 파운드이다. 최초의 300만 파운드 이적료는 첫 프리미어리그 시즌 전인 1992년 7월에 사우샘프턴에서 블랙번 로버스로 이적한 앨런 시어러가 기록하였다.
1983년부터 리그는 상업적인 후원사를 주요 대회에 적용하기로 결정하였다. 아래의 목록은 후원사와 리그 명칭이다.
- 1983-1986 : 캐논 (캐논 리그)
- 1986-1987 : 투데이 신문 (투데이 리그)
- 1987-1993 : 바클레이즈 은행 (바클레이즈 리그)
- 1993-1996 : 엔드슬레이 보험 (엔드슬레이 리그)
- 1996-2004 : 네이션와이드 건축 조합 (네이션와이드 풋볼 리그)
- 2004-2010 : 코카콜라 (코카콜라 풋볼 리그)
- 2010-2013 : 엔파워 (엔파워 풋볼 리그)
- 2013- : 스카이벳 (스카이벳 EFL)

풋볼리그와 풋볼리그의 컵 대회는 후원사가 다르다.
1995년까지는 70개 클럽이고 현재까지는 72개 클럽으로 이루어진 풋볼 리그는 디비전의 명칭의 개명이 변화를 반영하고 있다. 예전의 2부 리그가 현재의 1부 리그가 되었고, 3부 리그는 2부 리그로, 4부 리그는 3부 리그로 명칭이 바뀌었다. 2004-05 시즌에 코카콜라를 후원사로 새로 정하게 되었다. 이에 따르는 첫 번째 변화가 1부 리그가 챔피언십이 되었고, 2부 리그는 1부 리그로, 3부 리그는 2부 리그로 바뀌게 되었다.
2016-17 시즌부터는 잉글리시 풋볼 리그(English Football League)로 명칭을 변경한다.

## EFL 참가 구단
아래 목록에는 2024-25 시즌 EFL에 참가하는 구단들이 나열되어 있다. 현재의 프리미어리그의 20개 팀을 포함하여 많은 팀들이 강등 및 승격, 그리고 합병 및 해체 등등의 이유로 풋볼 리그를 거쳐갔다.
| - 챔피언십 - 노리치 - 더비 카운티 - 루턴 타운 - 리즈 - 미들즈브러 - 밀월 - 번리 - 사우샘프턴 - 레스터 시티 - 블랙번 - 선덜랜드 - 셰필드 웬즈데이 - 셰필드 유나이티드 - 스완지1 - 스토크 시티 - 옥스퍼드 - 왓퍼드 - WBA - 카디프1 - 코번트리 - QPR - 포츠머스 - 프레스턴 - 플리머스 - 헐 시티 | - 리그 원 - 노샘프턴 타운 - 레딩 - 레이턴 오리엔트 - 렉섬1 - 로더럼 - 링컨 시티 - 맨스필드 - 반즐리 - 버밍엄 시티 - 버턴 - 볼턴 - 브리스틀 로버스 - 블랙풀 - 슈루즈베리 - 스테버니지 - 스톡포트 - 엑서터 시티 - 위건 - 위컴 - 찰턴 - 케임브리지 - 크롤리 타운 - 피터버러 - 허더즈필드 | - 리그 투 - 그림즈비 - 노츠 카운티 - 뉴포트1 - 동커스터 - 모컴 - 배로 - 브래드퍼드 - 브롬리 - 솔퍼드 - 스윈던 - 애크링턴 - 월솔 - 질링엄 - 체스터필드 - 첼트넘 - 칼라일 - 콜체스터 - 크루 - 트랜미어 - 포트 베일 - 플리트우드 - 해러깃 - 윔블던 - MK 던스 |

1 웨일스 지역 연고팀

## 리그 우승 팀
주의: 리그와 FA 컵의 동시 우승 팀은 굵은 글씨로 강조되어 있음.

#### 1888-1892
| 시즌    | 풋볼 리그          |
| ------- | ------------------ |
| 1888-89 | 프레스턴 노스 엔드 |
| 1889-90 | 프레스턴 노스 엔드 |
| 1890-91 | 에버턴             |
| 1891-92 | 선덜랜드           |

#### 1892-1920
1892년에 풋볼 리그는 라이벌 리그인 풋볼 얼라이언스가 해체됨에 따라 풋볼 얼라이언스의 12개 팀 가운데 11개 팀을 흡수하였다. 이에 따라 풋볼 리그는 풋볼 리그 1부으로 명칭을 바꾸고 새롭게 12팀이 참가하는 2부 리그인 풋볼 리그 2부가 설립되었다.
| 시즌    | 1부                        | 2부                        |
| ------- | -------------------------- | -------------------------- |
| 1892-93 | 선덜랜드                   | 스몰 히스                  |
| 1893-94 | 애스턴 빌라                | 리버풀                     |
| 1894-95 | 선덜랜드                   | 베리                       |
| 1895-96 | 애스턴 빌라                | 리버풀                     |
| 1896-97 | 애스턴 빌라                | 노츠 카운티                |
| 1897-98 | 셰필드 유나이티드          | 번리                       |
| 1898-99 | 애스턴 빌라                | 맨체스터 시티              |
| 1899-00 | 애스턴 빌라                | 더 웬즈데이                |
| 1900-01 | 리버풀                     | 그림즈비 타운              |
| 1901-02 | 선덜랜드                   | 웨스트브로미치 앨비언      |
| 1902-03 | 더 웬즈데이                | 맨체스터 시티              |
| 1903-04 | 더 웬즈데이                | 프레스턴 노스 엔드         |
| 1904-05 | 뉴캐슬 유나이티드          | 리버풀                     |
| 1905-06 | 리버풀                     | 브리스틀 시티              |
| 1906-07 | 뉴캐슬 유나이티드          | 노팅엄 포리스트            |
| 1907-08 | 맨체스터 유나이티드        | 브래드퍼드 시티            |
| 1908-09 | 뉴캐슬 유나이티드          | 볼턴 원더러스              |
| 1909-10 | 애스턴 빌라                | 맨체스터 시티              |
| 1910-11 | 맨체스터 유나이티드        | 웨스트브로미치 앨비언      |
| 1911-12 | 블랙번 로버스              | 더비 카운티                |
| 1912-13 | 선덜랜드                   | 프레스턴 노스 엔드         |
| 1913-14 | 블랙번 로버스              | 노츠 카운티                |
| 1914-15 | 에버턴                     | 더비 카운티                |
| 1915-19 | 제1차 세계대전으로 중지됨. | 제1차 세계대전으로 중지됨. |
| 1919-20 | 웨스트브로미치 앨비언      | 토트넘 홋스퍼              |

#### 1920-1921
1920년에 서던 풋볼 리그 1부 클럽의 리그 참가를 허용함에 따라 새롭게 생겨나는 풋볼 리그 3부에 참가하게 되었다.
| 시즌    | 1부  | 2부    | 3부             |
| ------- | ---- | ------ | --------------- |
| 1920-21 | 번리 | 버밍엄 | 크리스털 팰리스 |

#### 1921-1958
한 시즌이 지난 후 리그는 다시 확장되었다. 지난 번의 남쪽 클럽의 참가에 이어 이번에는 북쪽의 클럽이 참가하여 균형을 맞추었다. 전에 존재하던 풋볼 리그 3부는 풋볼 리그 남부 디비전으로 명칭을 바꾸었고, 새롭게 풋볼 리그 북부 디비전을 구성하였다. 두 디비전은 평행한 위치이고 각 디비전의 우승 팀은 2부 리그로 승격하게 된다.
| 시즌    | 1부                        | 2부                        | 북부                       | 남부                       |
| ------- | -------------------------- | -------------------------- | -------------------------- | -------------------------- |
| 1921-22 | 리버풀                     | 노팅엄 포레스트            | 스톡포트 카운티            | 사우샘프턴                 |
| 1922-23 | 리버풀                     | 노츠 카운티                | 넬슨                       | 브리스톨 시티              |
| 1923-24 | 허더즈필드 타운            | 리즈 유나이티드            | 울버햄프턴 원더러스        | 포츠머스                   |
| 1924-25 | 허더즈필드 타운            | 레스터 시티                | 달링턴                     | 스완지 시티                |
| 1925-26 | 허더즈필드 타운            | 더 웬즈데이                | 그림즈비 타운              | 레딩                       |
| 1926-27 | 뉴캐슬 유나이티드          | 미들즈브러                 | 스토크 시티                | 브리스틀 시티              |
| 1927-28 | 에버턴                     | 맨체스터 시티              | 브래드퍼드 파크 애버뉴     | 밀월                       |
| 1928-29 | 더 웬즈데이                | 미들즈브러                 | 브래드퍼드 시티            | 찰턴 애슬레틱              |
| 1929-30 | 셰필드 웬즈데이            | 블랙풀                     | 포트 베일                  | 플리머스 아가일            |
| 1930-31 | 아스널                     | 에버턴                     | 체스터필드                 | 노츠 카운티                |
| 1931-32 | 에버턴                     | 울버햄프턴 원더러스        | 링컨 시티                  | 풀럼                       |
| 1932-33 | 아스널                     | 스토크 시티                | 헐 시티                    | 브렌트퍼드                 |
| 1933-34 | 아스널                     | 그림즈비 타운              | 반즐리                     | 노리치 시티                |
| 1934-35 | 아스널                     | 브렌트퍼드                 | 동커스터 로버스            | 찰턴 애슬레틱              |
| 1935-36 | 선덜랜드                   | 맨체스터 유나이티드        | 체스터필드                 | 코번트리 시티              |
| 1936-37 | 맨체스터 시티              | 레스터 시티                | 스톡포트 카운티            | 루턴 타운                  |
| 1937-38 | 아스널                     | 애스턴 빌라                | 트랜미어 로버스            | 밀월                       |
| 1938-39 | 에버턴                     | 블랙번 로버스              | 반즐리                     | 뉴포트 카운티              |
| 1939-40 | 제2차 세계대전으로 포기함. | 제2차 세계대전으로 포기함. | 제2차 세계대전으로 포기함. | 제2차 세계대전으로 포기함. |
| 1940-46 | 제2차 세계대전으로 중지됨. | 제2차 세계대전으로 중지됨. | 제2차 세계대전으로 중지됨. | 제2차 세계대전으로 중지됨. |
| 1946-47 | 리버풀                     | 맨체스터 시티              | 동커스터 로버스            | 카디프 시티                |
| 1947-48 | 아스널                     | 버밍엄 시티                | 링컨 시티                  | 퀸즈 파크 레인저스         |
| 1948-49 | 포츠머스                   | 풀럼                       | 헐 시티                    | 스완지 시티                |
| 1949-50 | 포츠머스                   | 토트넘 홋스퍼              | 동커스터 로버스            | 노츠 카운티                |
| 1950-51 | 토트넘 홋스퍼              | 프레스턴 노스 엔드         | 로더럼 유나이티드          | 노팅엄 포리스트            |
| 1951-52 | 맨체스터 유나이티드        | 셰필드 웬즈데이            | 링컨 시티                  | 플리머스 아가일            |
| 1952-53 | 아스널                     | 셰필드 유나이티드          | 올덤 애슬레틱              | 브리스틀 로버스            |
| 1953-54 | 울버햄프턴 원더러스        | 레스터 시티                | 포트 베일                  | 입스위치 타운              |
| 1954-55 | 첼시                       | 버밍엄 시티                | 반즐리                     | 브리스틀 시티              |
| 1955-56 | 맨체스터 유나이티드        | 셰필드 웬즈데이            | 그림즈비 타운              | 레이턴 오리엔트            |
| 1956-57 | 맨체스터 유나이티드        | 레스터 시티                | 더비 카운티                | 입스위치 타운              |
| 1957-58 | 울버햄프턴 원더러스        | 웨스트햄 유나이티드        | 스컨소프 유나이티드        | 브라이턴 & 호브 앨비언     |

#### 1958-1992
1958-59 시즌이 시작하기 전에, 풋볼 리그의 남부와 북부를 통합하여 풋볼 리그 3부와 풋볼 리그 4부로 대체되었다.
| 시즌    | 1부                 | 2부                 | 3부                   | 4부                    |
| ------- | ------------------- | ------------------- | --------------------- | ---------------------- |
| 1958-59 | 울버햄프턴 원더러스 | 셰필드 웬즈데이     | 플리머스 아가일       | 포트 베일              |
| 1959-60 | 번리                | 애스턴 빌라         | 사우샘프턴            | 월솔                   |
| 1960-61 | 토트넘 홋스퍼       | 입스위치 타운       | 베리                  | 피터버러 유나이티드    |
| 1961-62 | 입스위치 타운       | 리버풀              | 포츠머스              | 밀월                   |
| 1962-63 | 에버턴              | 스토크 시티         | 노샘프턴 타운         | 브렌트퍼드             |
| 1963-64 | 리버풀              | 리즈 유나이티드     | 코번트리 시티         | 질링엄                 |
| 1964-65 | 맨체스터 유나이티드 | 뉴캐슬 유나이티드   | 칼라일 유나이티드     | 브라이턴 & 호브 앨비언 |
| 1965-66 | 리버풀              | 맨체스터 시티       | 헐 시티               | 동커스터 로버스        |
| 1966-67 | 맨체스터 유나이티드 | 코번트리 시티       | 퀸즈 파크 레인저스    | 스톡포트 카운티        |
| 1967-68 | 맨체스터 시티       | 입스위치 타운       | 옥스퍼드 유나이티드   | 루턴 타운              |
| 1968-69 | 리즈 유나이티드     | 더비 카운티         | 왓퍼드 FC             | 동커스터 로버스        |
| 1969-70 | 에버턴              | 허더즈필드 타운     | 레이턴 오리엔트       | 체스터필드             |
| 1970-71 | 아스널              | 레스터 시티         | 프레스턴 노스 엔드    | 노츠 카운티            |
| 1971-72 | 더비 카운티         | 노리치 시티         | 애스턴 빌라           | 그림즈비 타운          |
| 1972-73 | 리버풀              | 번리                | 볼턴 원더러스         | 사우스포트             |
| 1973-74 | 리즈 유나이티드     | 미들즈브러          | 올덤 애슬레틱         | 피터버러 유나이티드    |
| 1974-75 | 더비 카운티         | 맨체스터 유나이티드 | 블랙번 로버스         | 맨스필드 타운          |
| 1975-76 | 리버풀              | 선덜랜드            | 헤리퍼드 유나이티드   | 링컨 시티              |
| 1976-77 | 리버풀              | 울버햄프턴 원더러스 | 맨스필드 타운         | 케임브리지 유나이티드  |
| 1977-78 | 노팅엄 포레스트     | 볼턴 원더러스       | 렉섬                  | 왓퍼드 FC              |
| 1978-79 | 리버풀              | 크리스털 팰리스     | 슈루즈버리 타운       | 레딩                   |
| 1979-80 | 리버풀              | 레스터 시티         | 그림즈비 타운         | 허더즈필드 타운        |
| 1980-81 | 애스턴 빌라         | 웨스트햄 유나이티드 | 로더럼 유나이티드     | 사우스엔드 유나이티드  |
| 1981-82 | 리버풀              | 루턴 타운           | 번리                  | 셰필드 유나이티드      |
| 1982-83 | 리버풀              | 퀸즈 파크 레인저스  | 포츠머스              | 윔블던                 |
| 1983-84 | 리버풀              | 첼시                | 옥스퍼드 유나이티드   | 요크 시티              |
| 1984-85 | 에버턴              | 옥스퍼드 유나이티드 | 브래드퍼드 시티       | 체스터필드             |
| 1985-86 | 리버풀              | 노리치 시티         | 레딩                  | 스윈던 타운            |
| 1986-87 | 에버턴              | 더비 카운티         | 본머스                | 노샘프턴 타운          |
| 1987-88 | 리버풀              | 밀월                | 선덜랜드              | 울버햄프턴 원더러스    |
| 1988-89 | 아스널              | 첼시                | 울버햄프턴 원더러스   | 로더럼 유나이티드      |
| 1989-90 | 리버풀              | 리즈 유나이티드     | 브리스틀 로버스       | 엑서터 시티            |
| 1990-91 | 아스널              | 올덤 애슬레틱       | 케임브리지 유나이티드 | 달링턴                 |
| 1991-92 | 리즈 유나이티드     | 입스위치 타운       | 브렌트퍼드            | 번리                   |

#### 1992-2004
1부 리그가 프리미어리그로 명칭이 변경됨에 따라 풋볼 리그는 더 이상 잉글랜드의 최상위 리그가 아니었다. 따라서 풋볼 리그 2부가 풋볼 리그 1부으로, 풋볼 리그 3부가 풋볼 리그 2부로, 풋볼 리그 4부가 풋볼 리그 3부로 명칭의 변경이 이루어졌다.
| 시즌      | 1부               | 2부                    | 3부                    |
| --------- | ----------------- | ---------------------- | ---------------------- |
| 1992-93   | 뉴캐슬 유나이티드 | 스토크 시티            | 카디프 시티            |
| 1993-94   | 크리스털 팰리스   | 레딩                   | 슈루즈버리 타운        |
| 1994-95   | 미들즈브러        | 버밍엄 시티            | 칼라일 유나이티드      |
| 1995-96   | 선덜랜드          | 스윈던 타운            | 프레스턴 노스 엔드     |
| 1996-97   | 볼턴 원더러스     | 베리                   | 위건 애슬레틱          |
| 1997-98   | 노팅엄 포리스트   | 왓퍼드 FC              | 노츠 카운티            |
| 1998-99   | 선덜랜드          | 풀럼                   | 브렌트퍼드             |
| 1999-2000 | 찰턴 애슬레틱     | 프레스턴 노스 엔드     | 스완지 시티            |
| 2000-01   | 풀럼              | 밀월                   | 브라이턴 & 호브 앨비언 |
| 2001-02   | 맨체스터 시티     | 브라이턴 & 호브 앨비언 | 플리머스 아가일        |
| 2002-03   | 포츠머스          | 위건 애슬레틱          | 러시던 & 다이아먼즈    |
| 2003-04   | 노리치 시티       | 플리머스 아가일        | 동커스터 로버스        |

#### 2004-현재
2004년에 풋볼 리그는 하위 디비전의 명칭을 새롭게 고쳤다. 1부는 챔피언십으로 2부는 리그 원으로 3부는 리그 투로 명칭을 변경하였다.
| 시즌    | 챔피언십              | 리그 원                | 리그 투           |
| ------- | --------------------- | ---------------------- | ----------------- |
| 2004-05 | 선덜랜드              | 루턴 타운              | 여빌 타운         |
| 2005-06 | 레딩                  | 사우스엔드 유나이티드  | 칼라일 유나이티드 |
| 2006-07 | 선덜랜드              | 스컨소프 유나이티드    | 월솔              |
| 2007-08 | 웨스트브로미치 앨비언 | 스완지 시티            | 밀턴킨즈 던스     |
| 2008-09 | 울버햄프턴 원더러스   | 레스터 시티            | 브렌트퍼드        |
| 2009-10 | 뉴캐슬 유나이티드     | 노리치 시티            | 노츠 카운티       |
| 2010-11 | 퀸즈 파크 레인저스    | 브라이턴 & 호브 앨비언 | 체스터필드        |
| 2011-12 | 레딩                  | 찰턴 애슬레틱          | 스윈던 타운       |
| 2012-13 | 카디프 시티           | 동커스터 로버스        | 질링엄            |
| 2013-14 | 레스터 시티           | 울버햄프턴 원더러스    | 체스터필드        |
| 2014-15 | 본머스                | 브리스틀 시티          | 버턴 앨비언       |
| 2015-16 | 번리                  | 위건 애슬레틱          | 노샘프턴 타운     |
| 2016-17 | 뉴캐슬 유나이티드     | 셰필드 유나이티드      | 포츠머스          |
| 2017-18 | 울버햄프턴            | 위건 애슬레틱          | 애크링턴 스탠리   |
| 2018-19 | 노리치 시티           | 루턴 타운              | 링컨 시티         |
| 2019-20 | 리즈 유나이티드       | 코벤트리 시티          | 스윈던 타운       |
| 2020-21 | 노리치 시티           | 헐 시티                | 첼트넘 타운       |
| 2021-22 | 풀럼                  | 위건 애슬레틱          | 포리스트 그린     |
| 2022-23 | 번리                  | 플리머스 아가일        | 레이턴 오리엔트   |
| 2023-24 | 레스터 시티           | 포츠머스               | 스톡포트 카운티   |

#### 클럽별 우승 횟수
2023-24 시즌 기준 (프리미어리그 기록 포함)
| 구단명                   | 1부 | 2부 | 3부 | 4부 | 총합 |
| ------------------------ | --- | --- | --- | --- | ---- |
| 맨체스터 유나이티드      | 20  | 2   |     |     | 22   |
| 리버풀                   | 19  | 4   |     |     | 23   |
| 아스널                   | 13  |     |     |     | 13   |
| 맨체스터 시티            | 10  | 7   |     |     | 17   |
| 에버턴                   | 9   | 1   |     |     | 10   |
| 애스턴 빌라              | 7   | 2   | 1   |     | 10   |
| 선덜랜드                 | 6   | 5   | 1   |     | 12   |
| 첼시                     | 6   | 2   |     |     | 8    |
| 셰필드 웬즈데이          | 4   | 5   |     |     | 9    |
| 뉴캐슬 유나이티드        | 4   | 4   |     |     | 8    |
| 울버햄프턴 원더러스      | 3   | 4   | 3   | 1   | 11   |
| 리즈 유나이티드          | 3   | 4   |     |     | 7    |
| 블랙번 로버스            | 3   | 1   | 1   |     | 5    |
| 허더즈필드 타운          | 3   | 1   |     | 1   | 5    |
| 번리                     | 2   | 4   | 1   | 1   | 8    |
| 더비 카운티              | 2   | 4   | 1   |     | 7    |
| 프레스턴 노스 엔드       | 2   | 3   | 2   | 1   | 8    |
| 토트넘 홋스퍼            | 2   | 2   |     |     | 4    |
| 포츠머스                 | 2   | 1   | 4   | 1   | 8    |
| 레스터 시티              | 1   | 8   | 1   |     | 10   |
| 입스위치 타운            | 1   | 3   | 2   |     | 6    |
| 노팅엄 포리스트          | 1   | 3   | 1   |     | 5    |
| WBA                      | 1   | 3   |     |     | 4    |
| 셰필드 유나이티드        | 1   | 1   | 1   | 1   | 4    |
| 노리치 시티              |     | 5   | 2   |     | 7    |
| 버밍엄 시티              |     | 5   | 1   |     | 6    |
| 미들즈브러               |     | 4   |     |     | 4    |
| 노츠 카운티              |     | 3   | 2   | 3   | 8    |
| 풀럼                     |     | 3   | 2   |     | 5    |
| 볼턴 원더러스            |     | 3   | 1   |     | 4    |
| 그림즈비 타운            |     | 2   | 3   | 1   | 6    |
| 레딩                     |     | 2   | 3   | 1   | 6    |
| QPR                      |     | 2   | 2   |     | 4    |
| 스토크 시티              |     | 2   | 2   |     | 4    |
| 크리스털 팰리스          |     | 2   | 1   |     | 3    |
| 웨스트햄                 |     | 2   |     |     | 2    |
| 브리스틀 시티            |     | 1   | 5   |     | 6    |
| 밀월                     |     | 1   | 3   | 1   | 5    |
| 찰턴 애슬레틱            |     | 1   | 3   |     | 4    |
| 코번트리 시티            |     | 1   | 3   |     | 4    |
| 브렌트퍼드               |     | 1   | 2   | 3   | 6    |
| 루턴 타운                |     | 1   | 2   | 1   | 4    |
| 브래드퍼드 시티          |     | 1   | 2   |     | 3    |
| 베리                     |     | 1   | 2   |     | 3    |
| 올덤 애슬레틱            |     | 1   | 2   |     | 3    |
| 옥스퍼드 유나이티드      |     | 1   | 2   |     | 3    |
| 카디프 시티              |     | 1   | 1   | 1   | 3    |
| AFC 본머스               |     | 1   | 1   |     | 2    |
| 블랙풀                   |     | 1   |     |     | 1    |
| 플리머스 아가일          |     |     | 5   | 1   | 6    |
| 동커스터 로버스          |     |     | 4   | 3   | 7    |
| 위건 애슬레틱            |     |     | 4   | 1   | 5    |
| 헐 시티                  |     |     | 4   |     | 4    |
| 브라이턴 & 호브 앨비언   |     |     | 3   | 2   | 5    |
| 링컨 시티                |     |     | 3   | 2   | 5    |
| 반즐리                   |     |     | 3   |     | 3    |
| 체스터필드               |     |     | 2   | 4   | 6    |
| 스톡포트 카운티          |     |     | 2   | 2   | 4    |
| 레이턴 오리엔트          |     |     | 2   | 1   | 3    |
| 포트 베일                |     |     | 2   | 1   | 3    |
| 로더럼 유나이티드        |     |     | 2   | 1   | 3    |
| 스완지 시티              |     |     | 2   | 1   | 3    |
| 왓퍼드                   |     |     | 2   | 1   | 3    |
| 브리스틀 로버스          |     |     | 2   |     | 2    |
| 사우샘프턴               |     |     | 2   |     | 2    |
| 스윈던 타운              |     |     | 1   | 3   | 4    |
| 칼라일 유나이티드        |     |     | 1   | 2   | 3    |
| 노샘프턴 타운            |     |     | 1   | 2   | 3    |
| 달링턴                   |     |     | 1   | 1   | 2    |
| 케임브리지 유나이티드    |     |     | 1   | 1   | 2    |
| 맨스필드 타운            |     |     | 1   | 1   | 2    |
| 슈루즈베리 타운          |     |     | 1   | 1   | 2    |
| 사우스엔드 유나이티드    |     |     | 1   | 1   | 2    |
| 브래드퍼드 (파크 에비뉴) |     |     | 1   |     | 1    |
| 헤리퍼드 유나이티드      |     |     | 1   |     | 1    |
| 넬슨                     |     |     | 1   |     | 1    |
| 뉴포트 카운티            |     |     | 1   |     | 1    |
| 스컨소프 유나이티드      |     |     | 1   |     | 1    |
| 트랜미어 로버스          |     |     | 1   |     | 1    |
| 렉섬                     |     |     | 1   |     | 1    |
| 질링엄                   |     |     |     | 2   | 2    |
| 피터버러 유나이티드      |     |     |     | 2   | 2    |
| 월솔                     |     |     |     | 2   | 2    |
| 애크링턴 스탠리          |     |     |     | 1   | 1    |
| 버턴 앨비언              |     |     |     | 1   | 1    |
| 첼트넘 타운              |     |     |     | 1   | 1    |
| 포리스트 그린            |     |     |     | 1   | 1    |
| 엑서터 시티              |     |     |     | 1   | 1    |
| MK 던스                  |     |     |     | 1   | 1    |
| 러슈던 & 다이아먼즈      |     |     |     | 1   | 1    |
| 사우스포트               |     |     |     | 1   | 1    |
| 윔블던 FC                |     |     |     | 1   | 1    |
| 요빌 타운                |     |     |     | 1   | 1    |
| 요크 시티                |     |     |     | 1   | 1    |

| 구단명                | 잉글랜드 리그 우승 | 풋볼 리그 우승 (1889-1992) | 프리미어리그 우승 (1993-2024) |
| 맨체스터 유나이티드   | 20                 | 7                          | 13                            |
| 리버풀                | 19                 | 18                         | 1                             |
| 아스널                | 13                 | 10                         | 3                             |
| 맨체스터 시티         | 10                 | 2                          | 8                             |
| 에버턴                | 9                  | 9                          | 0                             |
| 애스턴 빌라           | 7                  | 7                          | 0                             |
| 선덜랜드              | 6                  | 6                          | 0                             |
| 첼시                  | 6                  | 1                          | 5                             |
| 뉴캐슬 유나이티드     | 4                  | 4                          | 0                             |
| 셰필드 웬즈데이       | 4                  | 4                          | 0                             |
| 허더즈필드 타운       | 3                  | 3                          | 0                             |
| 리즈 유나이티드       | 3                  | 3                          | 0                             |
| 울버햄튼 원더러스     | 3                  | 3                          | 0                             |
| 블랙번 로버스         | 3                  | 2                          | 1                             |
| 번리                  | 2                  | 2                          | 0                             |
| 포츠머스              | 2                  | 2                          | 0                             |
| 더비 카운티           | 2                  | 2                          | 0                             |
| 프레스턴 노스 엔드    | 2                  | 2                          | 0                             |
| 토트넘 홋스퍼         | 2                  | 2                          | 0                             |
| 레스터 시티           | 1                  | 0                          | 1                             |
| 노팅엄 포리스트       | 1                  | 1                          | 0                             |
| 웨스트브로미치 앨비언 | 1                  | 1                          | 0                             |
| 입스위치 타운         | 1                  | 1                          | 0                             |
| 셰필드 유나이티드     | 1                  | 1                          | 0                             |
| --------------------- | ------------------ | -------------------------- | ----------------------------- |

## 플레이오프

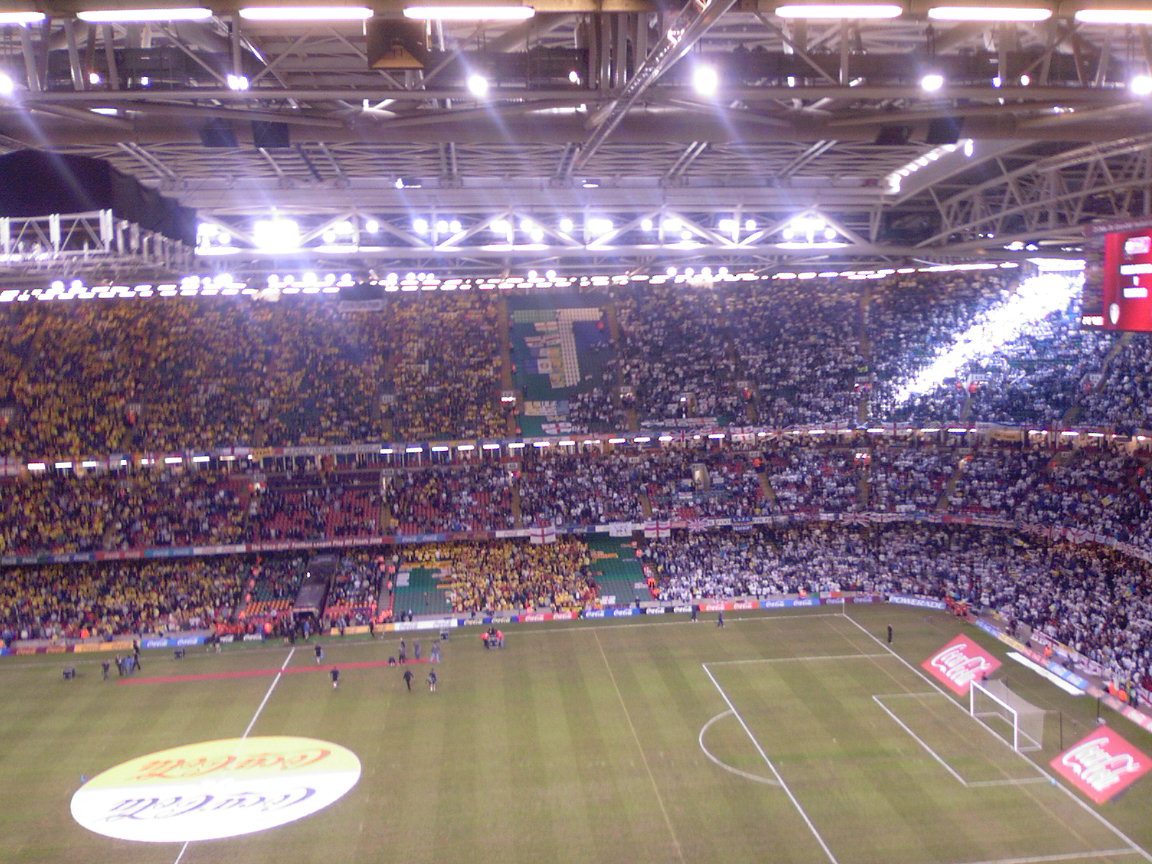
챔피언십 플레이오프 결승 2006. (리즈 vs. 왓포드)

잉글리시 풋볼 리그의 플레이오프는 리그의 세 디비전의 최종 승격팀을 결정하는 방법이다. 이는 시즌의 마지막에 더 많은 팀에게 승격의 가능성을 주기 위한 방법이기도 하다.
이 플레이오프 형식은 1987년에 도입되었다. 도입시에는 강등되는 팀이 속해있는 리그의 강등팀 바로 전 순위의 팀과 승격하는 팀이 속해있는 리그의 승격팀 바로 다음 순위의 세팀을 포함하여 네 팀이 플레이오프에 참가하였다. 한 팀이 잔류를 위해 노력하는 동안 세 팀이 그 자리를 빼앗으려 노력한다는 것이다. 1989년부터 다른 디비전에 속한 팀들이 플레이오프를 펼치는 대신에 자동승격팀 다음 순위인 네 팀이 플레이오프를 펼치는 것으로 플레이오프 방식이 바뀌었다. 이러한 변화가 있고 첫 번째 시즌에서 결승전은 홈 앤 원정 방식으로 치러지게 되었다. 네 팀은 두 팀씩 짝지어져 준결승을 하고 승리팀이 결승전을 치르는데, 결승전의 승리팀이 승격하게 된다. 처음에는 준결승과 결승 모두 홈 앤 원정 방식이었다. 그러나 1990년부터 결승전은 단판 경기로 펼쳐졌다. (보통 웸블리 스타디움에서 결승전이 펼쳐졌는데, 웸블리의 재건이 있는 동안에는 밀레니엄 경기장에서 실시되었다.) 이러한 플레이오프 방식이 현재까지 이어져 오고 있다. 2003년의 리그 연차 총회에서는 네팀의 플레이오프보다 여섯 팀으로 플레이오프를 치르자는 제안이 나오기도 하였다.

### 논쟁
플레이오프가 시작되면서 이와 관련된 내용이 중요한 논쟁을 불러일으겼다. 한 팀이 그 팀이 속한 디비전에서 3위를 하였는데, 전에 이미 승리를 거두었던 팀과 준결승과 결승을 진행한다는 점이 주요 논쟁의 이유이다. 이는 특히 3위인 팀이 승점이 높아서 다음 순위 그룹과 많은 격차를 보이는 경우나, 자동진출 순위에서 밀려나서 플레이오프에서 패배했을 경우에 많이 발생하게 된다. 이는 프리미어리그의 하위 디비전에서는 프리미어리그로 승격했을 때에 얻을 수 있는 수익과 관련되어 있기 때문에 챔피언십의 플레이오프 결승전은 종종 "전 세계에서 가장 비싼 축구 경기"라고 불리기도 한다.

### 플레이오프 우승 팀
| 시즌      | 2부                 | 3부                    | 4부                   |
| --------- | ------------------- | ---------------------- | --------------------- |
| 1986-87   | 찰턴 애슬레틱       | 스윈던 타운            | 올더숏                |
| 1987-88   | 미들즈브러          | 월솔                   | 스완지 시티           |
| 1988-89   | 크리스털 팰리스     | 포트 베일              | 레이턴 오리엔트       |
| 1989-90   | 스윈던 타운1        | 노츠 카운티            | 케임브리지 유나이티드 |
| 1990-91   | 노츠 카운티         | 트랜미어 로버스        | 토키 유나이티드       |
| 1991-92   | 블랙번 로버스       | 피터버러 유나이티드    | 블랙풀                |
|           | 1부                 | 2부                    | 3부                   |
| 1992-93   | 스윈던 타운         | 웨스트브로미치 앨비언  | 요크 시티             |
| 1993-94   | 레스터 시티         | 번리                   | 위컴 원더러스         |
| 1994-95   | 볼턴 원더러스       | 허더즈필드 타운        | 체스터필드            |
| 1995-96   | 레스터 시티         | 브래드퍼드 시티        | 플리머스 아가일       |
| 1996-97   | 크리스털 팰리스     | 크루 알렉산드라        | 노샘프턴 타운         |
| 1997-98   | 찰턴 애슬레틱       | 그림즈비 타운          | 콜체스터 유나이티드   |
| 1998-99   | 왓퍼드              | 맨체스터 시티          | 스컨소프 유나이티드   |
| 1999-2000 | 입스위치 타운       | 질링엄                 | 피터버러 유나이티드   |
| 2000-01   | 볼턴 원더러스       | 월솔                   | 블랙풀                |
| 2001-02   | 버밍엄 시티         | 스토크 시티            | 첼트넘 타운           |
| 2002-03   | 울버햄프턴 원더러스 | 카디프 시티            | 본머스                |
| 2003-04   | 크리스털 팰리스     | 브라이턴 & 호브 앨비언 | 허더즈필드 타운       |
|           | 챔피언십            | 리그 원                | 리그 투               |
| 2004-05   | 웨스트햄 유나이티드 | 셰필드 웬즈데이        | 사우스엔드 유나이티드 |
| 2005-06   | 왓퍼드              | 반즐리                 | 첼트넘 타운           |
| 2006-07   | 더비 카운티         | 블랙풀                 | 브리스틀 로버스       |
| 2007-08   | 헐 시티             | 동커스터 로버스        | 스톡포트 카운티       |
| 2008-09   | 번리                | 스컨소프 유나이티드    | 질링엄                |
| 2009-10   | 블랙풀              | 밀월                   | 대거넘 & 레드브리지   |
| 2010-11   | 스완지 시티         | 피터버러 유나이티드    | 스테버니지            |
| 2011-12   | 웨스트햄 유나이티드 | 허더즈필드 타운        | 크루 알렉산드라       |
| 2012-13   | 크리스털 팰리스     | 요빌 타운              | 브래드퍼드 시티       |
| 2013-14   | 퀸즈 파크 레인저스  | 로더럼 유나이티드      | 플리트우드 타운       |
| 2014-15   | 노리치 시티         | 프레스턴 노스 엔드     | 사우스엔드 유나이티드 |
| 2015-16   | 헐 시티             | 반즐리                 | 윔블던                |
| 2016-17   | 허더즈필드 타운     | 밀월                   | 블랙풀                |
| 2017-18   | 풀럼                | 로더럼 유나이티드      | 코번트리              |
| 2018-19   | 애스턴 빌라         | 찰턴 애슬레틱          | 트랜미어 로버스       |
| 2019-20   | 풀럼                | 위컴 원더러스          | 노샘프턴 타운         |
| 2020-21   | 브렌트퍼드          | 블랙풀                 | 모컴                  |
| 2021-22   | 노팅엄 포리스트     | 선덜랜드               | 포트 베일             |
| 2022-23   | 루턴 타운           | 셰필드 유나이티드      | 칼라일 유나이티드     |
| 2023-24   | 사우샘프턴          | 옥스퍼드 유나이티드    | 크롤리 타운           |

1: 재정이 불확실하기 때문에, 스윈던은 1부 리그로의 승격이 거부되었고, 플레이오프 준우승 팀인 선덜랜드가 승격하게 되었다.

## 같이 보기
- 풋볼 리그 1부
- 풋볼 리그 2부
- 풋볼 리그 3부
- 풋볼 리그 4부
- 유럽 프로 축구 리그 협회